# Geodia corticostylifera
Geodia corticostylifera är en svampdjursart som först beskrevs av Hajdu, Muricy, Custodio, Russo och Peixinho 1992.  Geodia corticostylifera ingår i släktet Geodia och familjen Geodiidae. Inga underarter finns listade i Catalogue of Life.